# Аш (окръг, Северна Каролина)
Окръг Аш (на английски: Ashe County) е окръг в щата Северна Каролина, Съединени американски щати. Площта му е 1106 km², а населението – 26 924 души (2016). Административен център е град Джеферсън.